# Kim So-hui
Kim So-hui (Jecheon, 29 de janeiro de 1994) é uma taekwondista sul-coreana, campeã olímpica.

## Carreira
Kim So-hui competiu na Rio 2016, na qual conquistou a medalha de ouro, na categoria até 49kg..